# Bento Barroso Pereira
Bento Barroso Pereira (Arraial do Tijuco, Minas Gerais, 2 de outubro de 1785 — Niterói, 8 de fevereiro de 1837) foi um militar, engenheiro e político brasileiro, senador do Império do Brasil de 1826 a 1837.

## Biografia
Filho de Antônio Barroso Pereira e Mariana Jacinta de Macedo. Casou-se com Maria José de Mendonça Barroso Pereira. Formado em engenharia militar na Academia Militar de Engenharia.
Na carreira militar chegou ao posto de brigadeiro. Na política foi ministro da Guerra quando da Revolta dos Mercenários. Responsabilizado por tê-la deixado acontecer, foi por isto demitido por D. Pedro I.
Com o seu falecimento, o seu corpo foi sepultado na Igreja de Nossa Senhora da Conceição em Niterói.

## Condecorações
- Cavalheiro da Imperial Ordem de Cristo
- Oficial da Imperial Ordem do Cruzeiro, por Decreto Imperial de 1º de dezembro de 1822
- Comendador da Imperial Ordem de São Bento de Aviz, por Decreto Imperial de 12 de outubro de 1826